# 基督社区礼堂
39°05′23″N 94°25′42″W / 39.0898°N 94.4283°W
基督社区礼堂（Community of Christ Auditorium）原名RLDS礼堂，是位于美国密苏里州独立城圣殿基地的一座宗教场所和办公楼。礼堂是基督社区总部建筑群的一部分，也包括独立城圣殿。
该建筑是根据教会先知的愿景，于1926年开工建造，1958年完成。工程在大萧条期间曾因巨额债务而停止。
礼堂内安装的管风琴，是全世界最大的75个管风琴之一。

## 使用
基督社区每三年在此举行世界大会，大厅座位将近6,000个。堪萨斯城交响乐团和独立城弥赛亚合唱团每年都在此礼堂演出亨德尔的弥赛亚。基督社区国际和平奖在礼堂举行颁奖仪式。
除了供教会使用，该礼堂也用于独立城和堪萨斯城的中学毕业典礼和文化活动。许多政要曾在礼堂演讲。1945年6月27日，来自独立城的杜鲁门总统在他任职期间第一次回到独立城时，就在礼堂演讲，宣布美国已成为联合国条约的签署国。前国务卿鲍威尔在1998年7月24日在礼堂发表致辞。2007年7月5日，前总统比尔·克林顿在杜鲁门总统图书馆开幕50周年之际，在基督社区礼堂发言。